# 튀니스

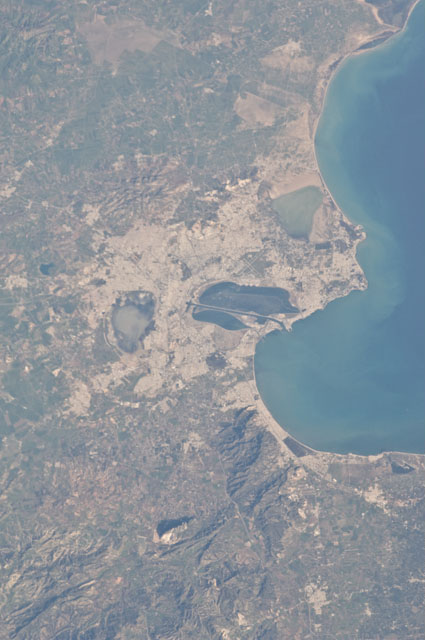

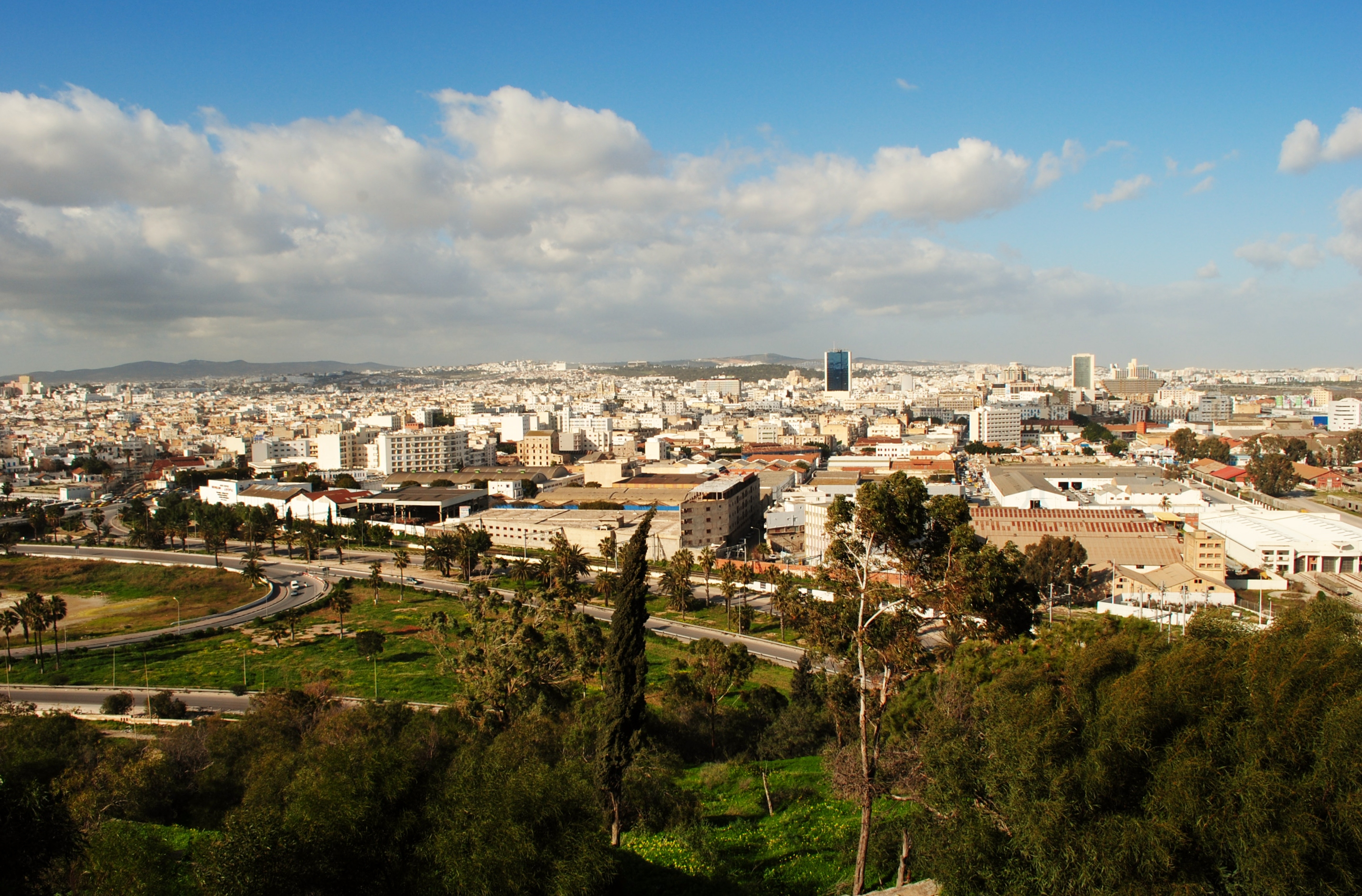

튀니스(프랑스어: Tunis, 영어: Tunis 튜니스[*], 아랍어: تونس 투니스[*], 문화어: 뜌니스)는 튀니지의 수도이다. 2008년 기준 인구 120만 명으로 튀니지에서 가장 큰 도시이다.
큰 지중해 만 위에, 튀니스 호수와 라굴레트 항구 (La Goulette port)의 뒤에 위치한 도시는 그곳을 둘러싼 해안의 평야와 언덕을 따라 뻗어 있다. 현대 개발의 중심지에는 올드 메디나가 있다. 이 구역을 넘어서 카르타고, 라마르사, 시디부사이드의 외곽이 있다.
메디나는 도시의 중심에 창립된 상태이다.

## 어원
튀니스는 "Tūnus", "Tūnas", 혹은 "Tūnis"로서 발음 될 수 있는 아랍어이름 تونس의 필사이다. 세가지 변종이 아랍의 지리학자 알-루미 야쿠트가 저술한 그의 책 "Mu'jam al-Bûldan"에서 언급된 상태이다. 다른 설명은 이름Tunis의 기원으로 존재한다. 몇몇 학자들은 ,많은 고대 도시들이 신의 이름을 따서 지어졌던 것처럼, 페니키아의 여신 타니스 (Tanith)에 튀니스와의 관계를 설명한다.

## 역사

### 초기 역사

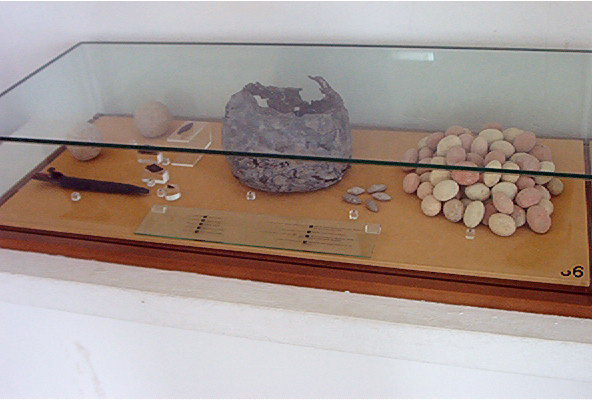
가공품

도시의 존재가 기원 4세기 출처로 증명된 상태이다. 최초로 투네스 (Tunes)라 이름지어졌던 기원전 2천년에 마을이 베르베르인에 의해 창설되었고 시간이 지나 누미디아인이 거주하였다. 기원전 146년, 로마인들이 카르타고와 함께 튀니스를 파괴했다. 그러나, 도시는 그 후에 아우구스투스의 지배 아래 재건설되었고 로마인 지배하의 중요한 마을과 농업 산업의 중심이 되었다. 언덕에 위치한, 튀니스는 해운과 대상 교통의 도착과 출발로부터, 카르타고가 감시될 수 있는 훌륭한 지점으로서 역할을 수행했다. 튀니스는 카라타고의 지배가 드리워진 지역에 있는 최초의 마을 중 하나였고 수세기 후 카르타고와 연관된 군사 역사에 언급된 상태이다. 그러므로, 기원전 310년 전 봉곶에 상륙했던 아가토클레스의 원정동안, 튀니는 다양한 계기로 관리가 변화했다.

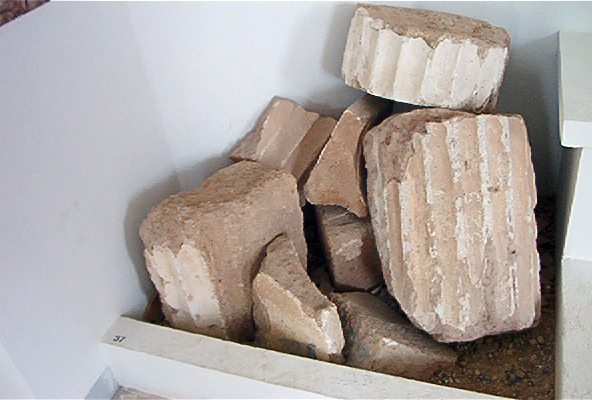
카르타고에서 발굴된 고대 카르타고의 기둥

용병 전쟁동안, 튀니스는 그 지역의 본래의 인구로 전쟁에 참여하는게 가능하였으며 그곳의 인구는 주로 농부, 어부, 장인으로 구성되어 있었다. 고대 카르타고 폐허와 비교하여, 고대 튀니스의 폐허는 크지 않다. 스트라본에 따르면, 튀니스는 세 번째 카라타고의 전쟁동안 로마인들이 파괴했다. 튀니스와 카르타고 둘다 파괴되었지만 튀니스가 먼저 재건설되었다. 도시는 포이팅거 지도 (Tabula Peutingeriana)에 언급된 상태이다. 로마의 아프리카 주를 위한 로마인 도로 체계 속에, 튀니스는 무타티오 (mutatio)의 타이틀을 얻었다. 더욱 더 로마화된, 튀니스는 마침내 기독교화되었고 주교의 소재지가 되었다. 그러나, 튀니스는 이 시기 동안 카르타고와 비교하여 알맞은 규모로 잔존하였다.

## 인구
| 년                                                                    | 지구    | 도심    |
| --------------------------------------------------------------------- | ------- | ------- |
| 1891년                                                                | 114,121 |         |
| 1901년                                                                | 146,276 |         |
| 1911년                                                                | 162,479 |         |
| 1921년                                                                | 171,676 | 192,994 |
| 1926년                                                                | 185,996 | 210,240 |
| 1931년                                                                | 202,405 | 235,230 |
| 1936년                                                                | 219,578 | 258,113 |
| 1946년                                                                | 364,593 | 449,820 |
| 1956년                                                                | 410,000 | 561,117 |
| 1966년                                                                | 468,997 | 679,603 |
| 1975년                                                                | 550,404 | 873,515 |
| 출처 : Paul Sebag, Tunis. Histoire d'une ville, éd. L’Harmattan, 1998 |         |         |

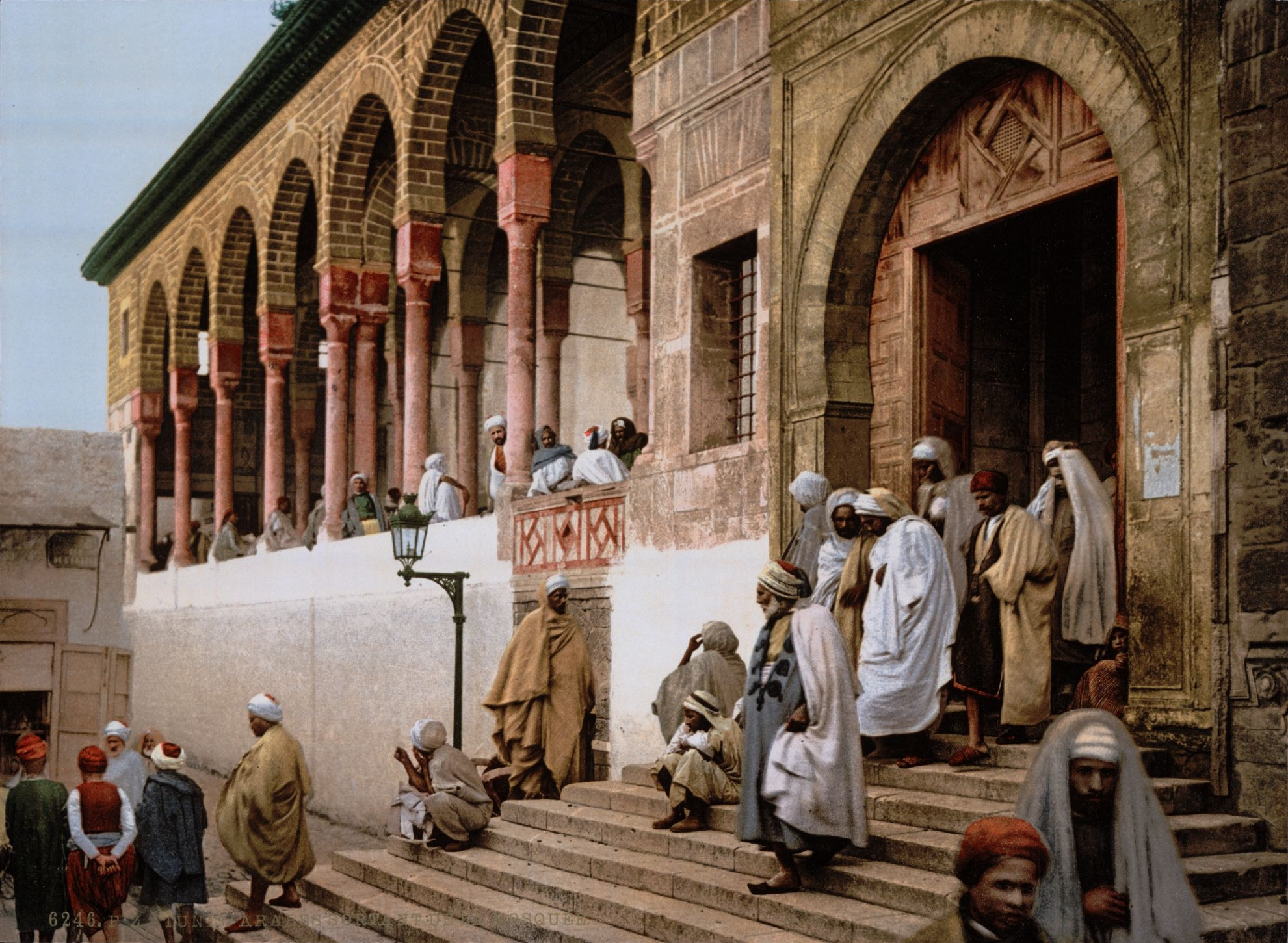
1899년 튀니스에 있는 무슬림들이 모스크에 참석한다.

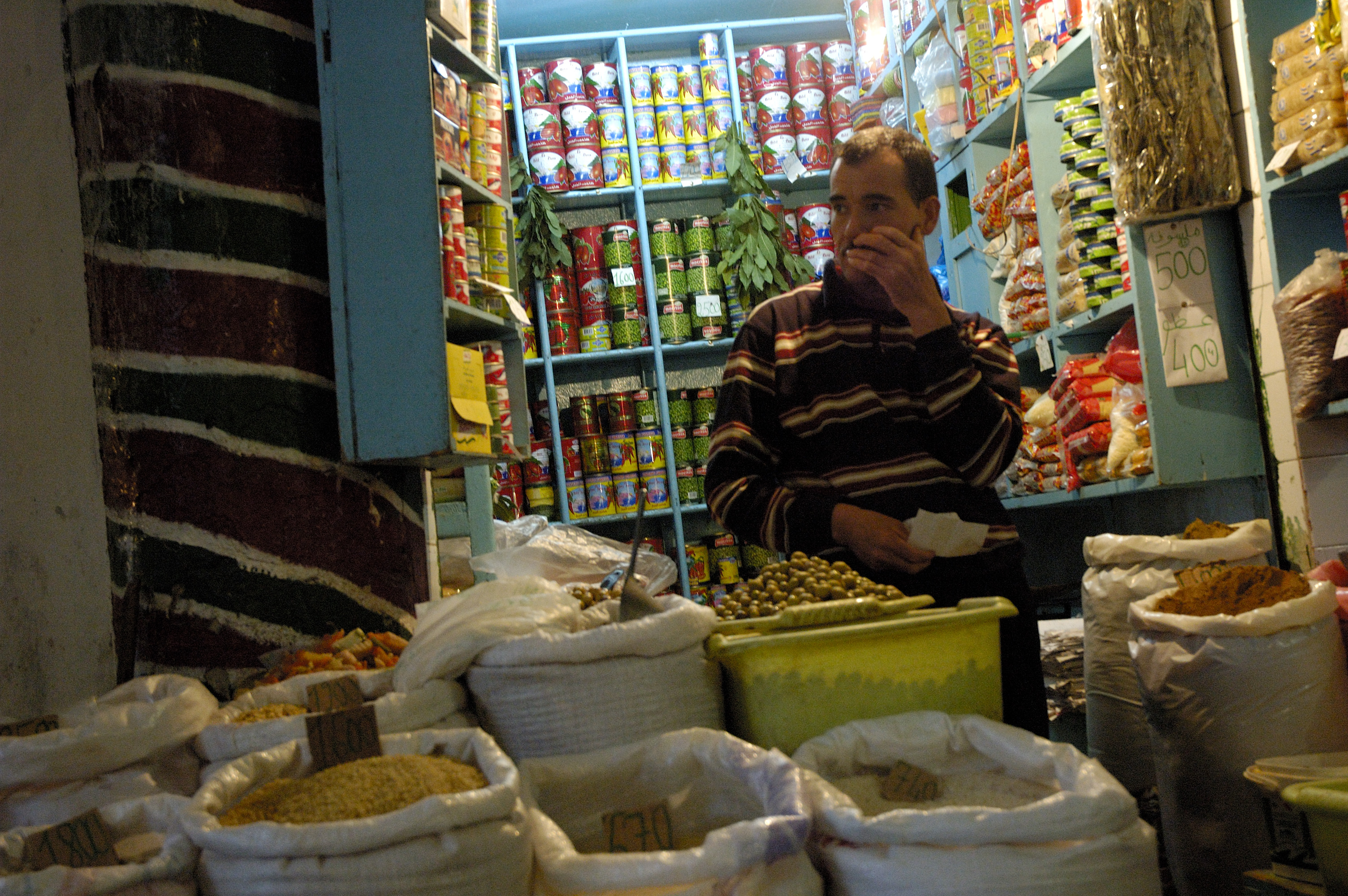
시장 (souq) 상인

독립 수년 후 -1956년에서 1966년까지 21.1%, 1966년에서 1975년까지 28.5% (1956년과 1975년사이 55.6%)- 대도시 권의 인구가 증가를 지속한다.

### 문화
1966년 이후, 아랍 - 아프리카 세계의 영화를 대상으로 한 《카르타고 영화제》(Journées Cinématographiques de Carthage)가 2년마다(비엔날레) 개최되고 있다.

## 관광
세계사에서 유명한 카르타고가 튀니스 동북 근교에 있다. 메디나라는 성벽으로 둘러싸인 구시가지는 1979년에 유네스코의 세계유산에 등록되었다. 아그라브 시대와 하후스 시대까지 기원이 거슬러 올라가는 분수, 궁전, 이슬람 성직자 학교, 사당, 기념비 등등이 볼만하다.

## 교통
시내 중심에서 북동쪽으로 약 8 km 지점에 국내 최대의 국제 공항인 튀니스 카르타고 국제공항이 있으며, 외국에서 많은 관광객이 오는 거점 공항이며, 국내 교통의 중요한 거점이기도 있다. 또한 시내의 기차역에서도 국내 각 도시로 향하는 많이 열차가 있다.
시내에는 버스 외에 메트로 레제르(Metro Leger)라는 노면전차가 5개 노선에 걸쳐 운행되고 있어 시민의 중요한 다리가 되고 있다. 기타 TGM이라는 전차가 외곽을 운행하며, 목적지는 카르타고 유적과 시디 부 사이드 등지를 향하는 관광객도 이것을 이용하고 있다.

## 기후
| 튀니스 (튀니스 카르타고 국제공항)의 기후                                                                                            | 튀니스 (튀니스 카르타고 국제공항)의 기후 | 튀니스 (튀니스 카르타고 국제공항)의 기후 | 튀니스 (튀니스 카르타고 국제공항)의 기후 | 튀니스 (튀니스 카르타고 국제공항)의 기후 | 튀니스 (튀니스 카르타고 국제공항)의 기후 | 튀니스 (튀니스 카르타고 국제공항)의 기후 | 튀니스 (튀니스 카르타고 국제공항)의 기후 | 튀니스 (튀니스 카르타고 국제공항)의 기후 | 튀니스 (튀니스 카르타고 국제공항)의 기후 | 튀니스 (튀니스 카르타고 국제공항)의 기후 | 튀니스 (튀니스 카르타고 국제공항)의 기후 | 튀니스 (튀니스 카르타고 국제공항)의 기후 | 튀니스 (튀니스 카르타고 국제공항)의 기후 |
| 월 | 1월                                      | 2월                                      | 3월                                      | 4월                                      | 5월                                      | 6월                                      | 7월                                      | 8월                                      | 9월                                      | 10월                                     | 11월                                     | 12월                                     | 연간                                     |
| --- | ---------------------------------------- | ---------------------------------------- | ---------------------------------------- | ---------------------------------------- | ---------------------------------------- | ---------------------------------------- | ---------------------------------------- | ---------------------------------------- | ---------------------------------------- | ---------------------------------------- | ---------------------------------------- | ---------------------------------------- | ---------------------------------------- |
| 역대 최고 기온 °C (°F) | 25.6 (78.1)                              | 28.7 (83.7)                              | 36.5 (97.7)                              | 33.1 (91.6)                              | 41.4 (106.5)                             | 47.0 (116.6)                             | 49.0 (120.2)                             | 49.0 (120.2)                             | 44.4 (111.9)                             | 40.0 (104.0)                             | 34.5 (94.1)                              | 29.6 (85.3)                              | 49.0 (120.2)                             |
| 일평균 최고 기온 °C (°F) | 16.4 (61.5)                              | 16.8 (62.2)                              | 19.4 (66.9)                              | 22.3 (72.1)                              | 26.5 (79.7)                              | 31.0 (87.8)                              | 34.0 (93.2)                              | 34.5 (94.1)                              | 30.5 (86.9)                              | 26.7 (80.1)                              | 21.5 (70.7)                              | 17.6 (63.7)                              | 24.8 (76.6)                              |
| 일일 평균 기온 °C (°F) | 12.3 (54.1)                              | 12.5 (54.5)                              | 14.6 (58.3)                              | 17.2 (63.0)                              | 21.0 (69.8)                              | 25.1 (77.2)                              | 28.1 (82.6)                              | 28.7 (83.7)                              | 25.6 (78.1)                              | 22.0 (71.6)                              | 17.2 (63.0)                              | 13.5 (56.3)                              | 19.8 (67.6)                              |
| 일평균 최저 기온 °C (°F) | 8.2 (46.8)                               | 8.1 (46.6)                               | 9.8 (49.6)                               | 12.1 (53.8)                              | 15.4 (59.7)                              | 19.3 (66.7)                              | 22.1 (71.8)                              | 22.9 (73.2)                              | 20.7 (69.3)                              | 17.3 (63.1)                              | 12.8 (55.0)                              | 9.4 (48.9)                               | 14.8 (58.6)                              |
| 역대 최저 기온 °C (°F) | −5.3 (22.5)                              | −2.6 (27.3)                              | 0.0 (32.0)                               | 1.7 (35.1)                               | 5.2 (41.4)                               | 10.6 (51.1)                              | 13.0 (55.4)                              | 11.7 (53.1)                              | 10.9 (51.6)                              | 5.6 (42.1)                               | −1.1 (30.0)                              | −0.1 (31.8)                              | −5.3 (22.5)                              |
| 평균 강수량 mm (인치) | 58.9 (2.32)                              | 54.9 (2.16)                              | 45.8 (1.80)                              | 37.9 (1.49)                              | 22.4 (0.88)                              | 12.8 (0.50)                              | 4.4 (0.17)                               | 14.5 (0.57)                              | 58.2 (2.29)                              | 54.7 (2.15)                              | 53.1 (2.09)                              | 68.1 (2.68)                              | 485.6 (19.12)                            |
| 평균 강수일수 (≥ 1.0 mm) | 8.4                                      | 8.0                                      | 6.3                                      | 5.7                                      | 3.7                                      | 1.5                                      | 0.5                                      | 1.7                                      | 5.0                                      | 5.8                                      | 6.8                                      | 8.3                                      | 61.5                                     |
| 평균 상대 습도 (%) | 76                                       | 74                                       | 73                                       | 71                                       | 68                                       | 64                                       | 62                                       | 64                                       | 68                                       | 72                                       | 74                                       | 77                                       | 70                                       |
| 평균 월간 일조시간 | 164.1                                    | 176.8                                    | 220.0                                    | 235.8                                    | 291.4                                    | 317.3                                    | 354.6                                    | 327.3                                    | 250.7                                    | 220.7                                    | 175.2                                    | 157.8                                    | 2,891.7                                  |
| 평균 일일 일조시간 | 4.7                                      | 5.7                                      | 6.4                                      | 7.5                                      | 9.1                                      | 10.3                                     | 11.5                                     | 10.6                                     | 8.6                                      | 7.0                                      | 5.8                                      | 4.8                                      | 7.7                                      |
| 출처 1: 미국 해양대기청 (평년값: 1991년~2020년, 극값: 1943년~현재, 상대습도/일일 일조시간: 1961년~1990년), Meteo Climat (극값 일부) |                                          |                                          |                                          |                                          |                                          |                                          |                                          |                                          |                                          |                                          |                                          |                                          |                                          |
| 출처 2: 튀니지 국립기상연구소 (상대습도: 1961년~1990년, 일조: 1981년~2010년)                                                        |                                          |                                          |                                          |                                          |                                          |                                          |                                          |                                          |                                          |                                          |                                          |                                          |                                          |

## 자매 도시
| - 세르비아 벨그라드 - 알제리 알제 - 독일 쾰른 - 모로코 라바트 - 요르단 암만 - 프랑스 빠리 - 프랑스 마르세이유 - 캐나다 몬트리올 - 포르투갈 리스본 - 브라질 리오데자네이루 | - 이탈리아 로마 - 스웨덴 스톡홀름 - 카타르 도하 - 러시아 모스크바 - 칠레 산티아고 - 오스트리아 비엔나 - 체코 프라하 - 사우디아라비아 제다 - 우즈베키스탄 타슈켄트 - 쿠웨이트 쿠웨이트시티 |

## 같이 보기
- 바르바리 해적

## 참고
1. ↑  Room, Adrian (2006년). 《Placenames of the World: Origins and Meanings of the Names for 6,600 Countries, Cities, Territories, Natural Features, and Historic Sites》. McFarland. 385쪽. ISBN 0-7864-2248-3.
2. ↑  Taylor, Isaac (2008년). 《Names and Their Histories: A Handbook of Historical Geography and Topographical Nomenclature》. BiblioBazaar, LLC. 281쪽. ISBN 0-559-29668-1.
3. 1 2  Paul Sebag, op. cit., p. 60
4. 1 2 3  Paul Sebag, op. cit., p. 70
5. ↑  “Plateforme de paiement en ligne IRIS”. 2008년 12월 4일에 원본 문서에서 보존된 문서. 2009년 4월 9일에 확인함.
6. ↑  Paul Sebag, op. cit., p. 608
7. ↑  “Tunis-Carthage Climate Normals 1961–1990”. 《ncei.noaa.gov》. 미국 해양대기청. 2018년 9월 18일에 확인함.[깨진 링크(과거 내용 찾기)]
8. ↑  
“Climate Normals 1991-2020”. 《NOAA.gov》. 미국 해양대기청. 2018년 9월 18일에 확인함.
9. ↑  
“Station Tunis” (프랑스어). Météo Climat. 2021년 9월 15일에 확인함.
10. ↑  “Les normales climatiques en Tunisie entre 1981 2010” (프랑스어). 튀니지 교통부. 2019년 12월 19일에 원본 문서에서 보존된 문서. 2020년 1월 25일에 확인함.
11. ↑  “Données normales climatiques 1961-1990” (프랑스어). 튀니지 교통부. 2019년 12월 21일에 원본 문서에서 보존된 문서. 2020년 1월 25일에 확인함.
12. ↑  “Les extrêmes climatiques en Tunisie” (프랑스어). 튀니지 교통부. 2019년 12월 21일에 원본 문서에서 보존된 문서. 2020년 1월 25일에 확인함.